# Руйнівниця системи
«Руйнівниця системи» (нім. Systemsprenger) — німецький драматичний фільм 2019 року, створений режисеркою Норою Фінґшайдт. Світова прем'єра відбулася 8 лютого 2019 року на 69-му Берлінському міжнародному кінофестивалі, де фільм брав участь в основній конкурсній програмі у змаганні за «Золотого ведмедя» та був відзначений Призом Альфреда Бауера за фільм, що відкриває нові перспективи кіномистецтва.

## Сюжет
Дев'ятирічна Бернадетта, або Бенні, — важка непередбачувана дитина, нестримно агресивна й абсолютно неконтрольована. Рахунок дитячих притулків, що відмовили їй у перебуванні, йде на десятки. Для дорослого закладу вона замала, але, не зважаючи на вік, з нею не може впоратись ніхто: ні м'яка аморфна мати, ні досвідчені соціальні працівники. Бенні заперечує усі спроби їй допомогти і хоче неодмінно жити тільки зі своєю мамою. Мама ж сама боїться і не знає як впоратися з дитиною.

## У ролях
| • Гелена Ценґель           | … | Бернадетт (Бенні) |
| • Альбрехт Шух             | … | Міхаель Геллер    |
| • Ґабріела Марія Шмайде    | … | пані Бафане       |
| • Ліза Гаґмайстер          | … | мати              |
| • Мелані Страуб            | … | доктор Шонеманн   |
| • Вікторія Трауттмансдорфф | … | Сільвія           |
| • Мар'ям Заре              | … | Еллі Геллер       |
| • Тедрос Теклебрган        | … | Роберт            |
| • Матіас Бреннер           | … | Вольґанґ          |
| • Луї фон Кліпстейн        | … | Денніс            |

## Знімальна група
- Автор сценарію — Нора Фінґшайдт
- Режисер-постановник — Нора Фінґшайдт
- Продюсери — Пітер Гартвіґ, Якоб Вайдеман, Йонас Вайдеман
- Асоційовані продюсери — Мілена Клемке, Івонн Веллі
- Співпродюсер — Фрауке Колбмюллер
- Оператор — Юнус Рой Імер
- Композитор — Джон Ґуртлер
- Монтаж — Стефан Бекінґер, Юлія Коваленко
- Художник-постановник — Марія-Луїза Бальцер
- Художник-костюмер — Уле Барселос

## Нагороди та номінації
| Список нагород та номінацій                | Список нагород та номінацій | Список нагород та номінацій                                                | Список нагород та номінацій | Список нагород та номінацій | Список нагород та номінацій |
| Кінофестиваль/Кінопремія                   | Рік                         | Категорія                                                                  | Номінант(и)                 | Результат                   | Дж                          |
| ------------------------------------------ | --------------------------- | -------------------------------------------------------------------------- | --------------------------- | --------------------------- | --------------------------- |
| 69-й Берлінський міжнародний кінофестиваль | 2019                        | Золотий ведмідь                                                            | Руйнівниця системи          | Номінація                   |                             |
| 69-й Берлінський міжнародний кінофестиваль | 2019                        | Приз Альфреда Бауера за фільм, що відкриває нові перспективи кіномистецтва | Руйнівниця системи          | Перемога                    |                             |
| 48 Київський КМКФ «Молодість»              | 2019                        | Гран-прі «Скіфський олень»                                                 | Руйнівниця системи          | Номінація                   | [ 11 ]                      |
| 48 Київський КМКФ «Молодість»              | 2019                        | Приз екуменічного журі — Найкращий повнометражний фільм                    | Руйнівниця системи          | Перемога                    | [ 12 ]                      |